# بابلو هيرفياس
بابلو هيرفياس (بالإسبانية: Pablo Hervías Ruiz) (8 مارس 1993) هو لاعب كرة قدم إسباني محترف يلعب في صفوف نادي مالقا.

## روابط خارجية
- بابلو هيرفياس على موقع قاعدة بيانات كرة القدم.إي يو (الإنجليزية)
- بابلو هيرفياس على موقع Soccerbase.com (لاعب) (الإنجليزية)
- بابلو هيرفياس على موقع Soccerway.com (الإنجليزية)
- بابلو هيرفياس على موقع AS.com (الإسبانية)